# Schutzengelberg
Der Schutzengelberg ist der höchste Berg des 14. Wiener Gemeindebezirks Penzing. Er liegt im nördlichen Wienerwald und hat eine Höhe von 508 m ü. A.
Er befindet sich nördlich der Sophienalpe und liegt in unmittelbarer Nähe zur Landesgrenze nach Niederösterreich. Über den Berg führen mehrere Wanderwege und auch die Landesstraße 120 über den Exelberg (in Wien: Exelbergstraße) führt knapp unterhalb des Gipfels vorbei.